# Chartres
Chartres [šártr] je historické město ve Francii, v regionu Centre-Val de Loire, departement Eure-et-Loir. Leží na malém skalnatém návrší na levém břehu řeky Eure v úrodné nížině asi 90 km jihozápadně od Paříže. Je sídlem biskupství, několika středních škol a pobočky Univerzity Orléans. Katedrála Notre-Dame z konce 12. století patří mezi nejstarší a největší gotické katedrály ve Francii a byla významným poutním místem. Od roku 1979 je součástí Světového dědictví UNESCO.

## Geografie
Sousední obce: Lèves, Champhol, Gasville-Oisème, Mainvilliers, Lucé, Nogent-le-Phaye, Luisant, Le Coudray a Gellainville.

## Historie
Místo bylo osídleno už ve starověku jako Autricum a Carnotum, mělo dva akvadukty, amfiteátr a fórum, od 4. století je sídlem biskupa. Ve středověku bylo centrem hrabství Chartrain a patřilo pánům z Blois, kteří je roku 1286 prodali francouzskému králi. Biskup Fulbert z Chartres († 1028) zde vybudoval románskou katedrálu a při ní vznikla slavná Chartreská škola (Thierry z Chartres, Guillaume de la Porrée, Jan ze Salisbury, Alain de Lille), až do 13. století jedno z nejvýznamnějších kulturních středisek ve Francii. V letech 1417-1432 bylo v anglických rukou, 1528 se stalo centrem vévodství a za náboženských válek nebylo nikdy dobyto. Roku 1594 byl ve zdejší katedrále korunován král Jindřich IV.
Město později ztratilo na významu a ve válkách následujících století nebylo příliš poškozeno. V srpnu 1944 je američtí vojáci - zásluhou plukovníka dobývali bez dělostřelecké podpory, aby je nepoškodili.

## Památky
- Katedrála Notre-Dame z konce 12. století je jedna z největších a nejlépe zachovaných gotických katedrál Francie. Stojí na místě starších staveb, krypta a část západního průčelí je z 11. století, hlavní stavba z let 1194-1220. Z téže doby se zachovalo asi 170 vitrážových oken a bohatá plastická výzdoba. Na trojlodní basiliku se dvěma věžemi v průčelí a s příční lodí navazuje pětilodní chór s apsidami.
- Klášterní kostel sv. Petra ze 13. století s gotickými vitrážemi
- Kostel Saint-Aignan, z 13. až 17. století
- Bývalý kostel Saint-André ze 14. století, dnes výstavní prostor
- Kostel Saint-Jean-Baptiste
- Zbytky hradeb, brána a valy
- Stará a nová radnice, řada historických domů a ulic v jádru města
- Muzeum výtvarných umění, galerie v bývalém biskupském paláci v sousedství katedrály

## Doprava
Město leží na dálnici A 11 Paříž - Nantes, na silnicích Paříž - Bordeaux (N 10), Rouen - Orléans (N 154) a Chartres - Nantes (N 23). Má přímé železniční spojení do Paříže, Brestu a Bordeaux. Po ulicích historického centra a po bulváru, který je okružuje, jezdí bezplatné autobusy.

## Galerie

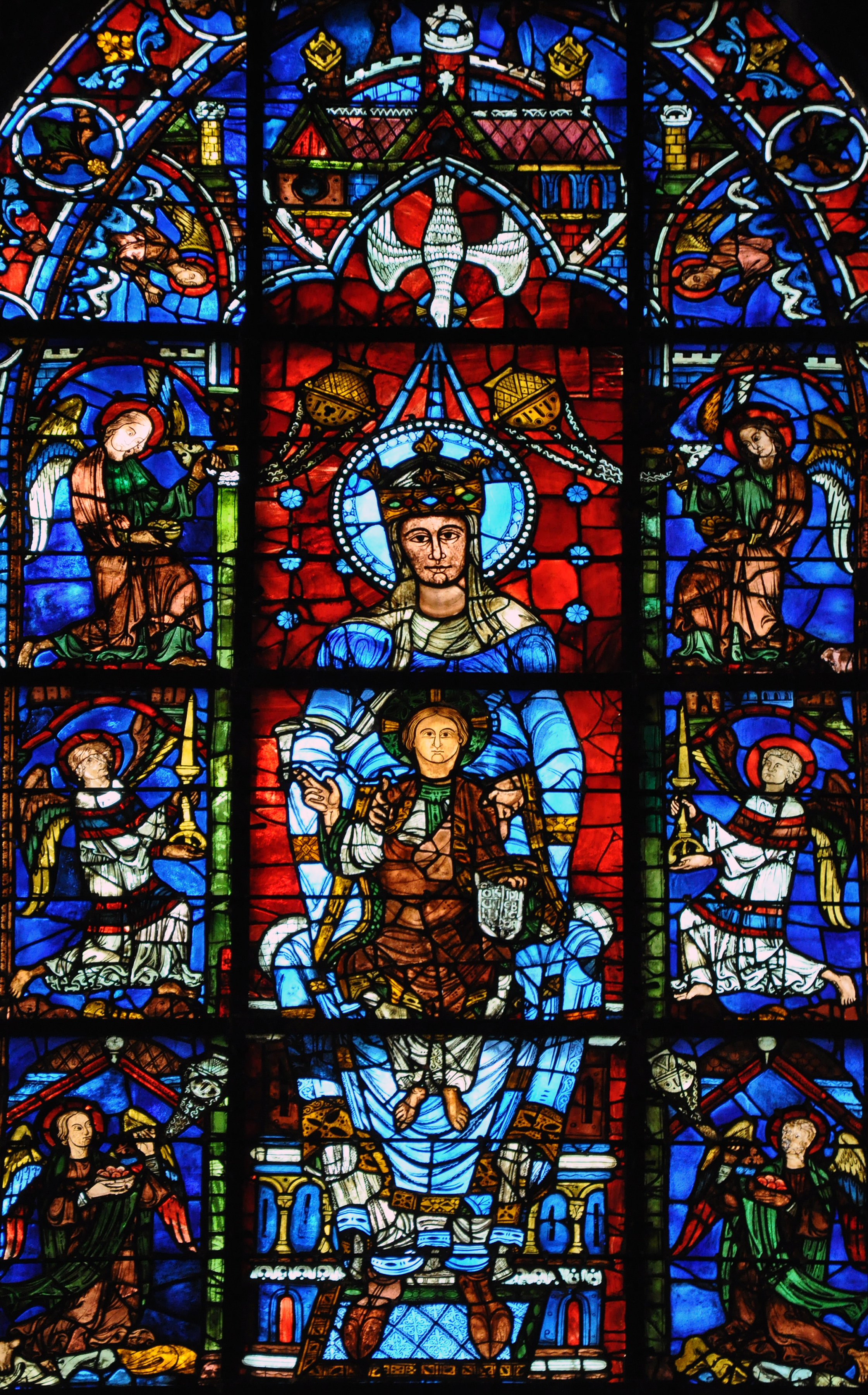
Vitráž Notre-Dame la merveille
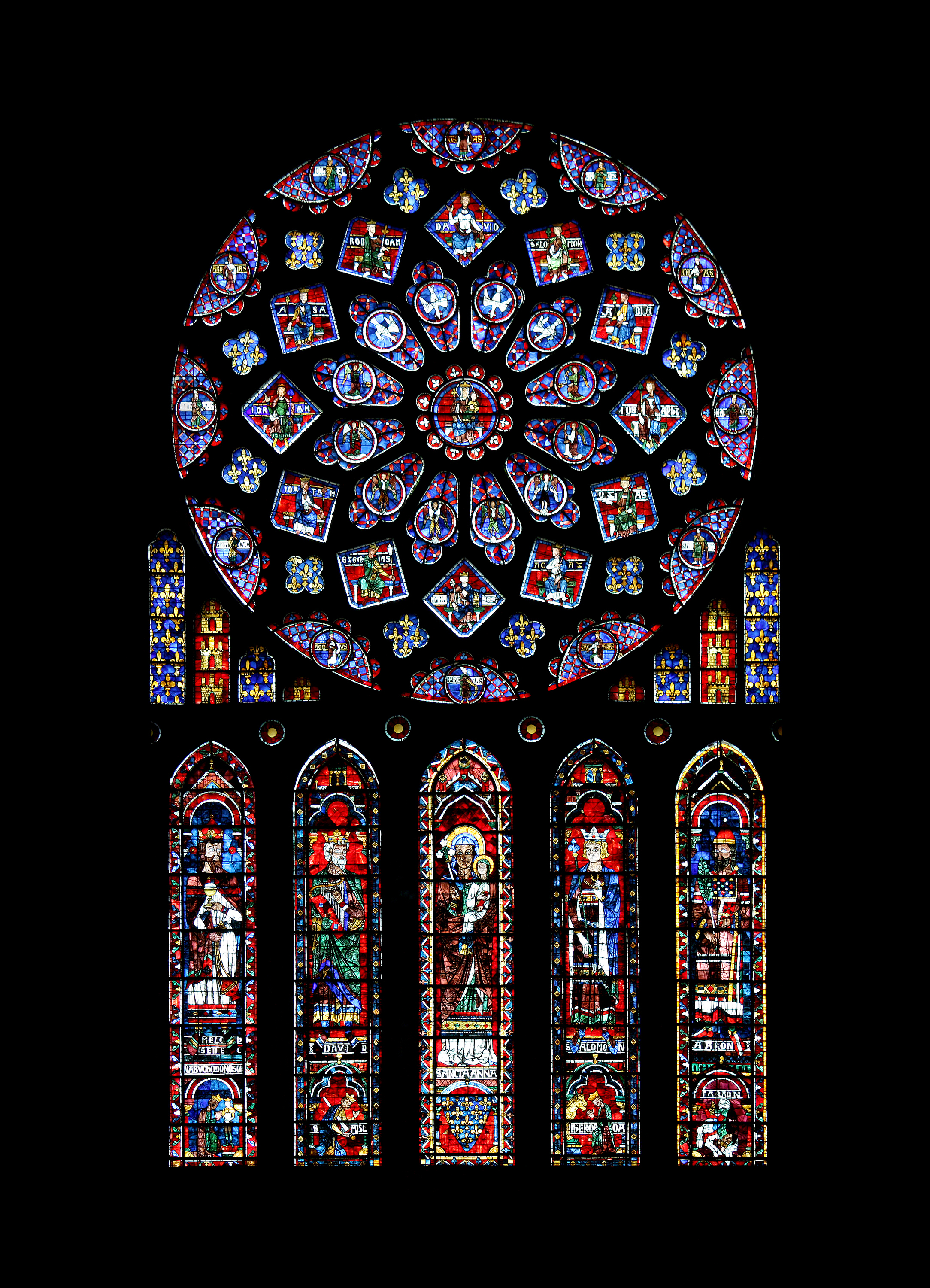
Růžice v severní příčné lodi
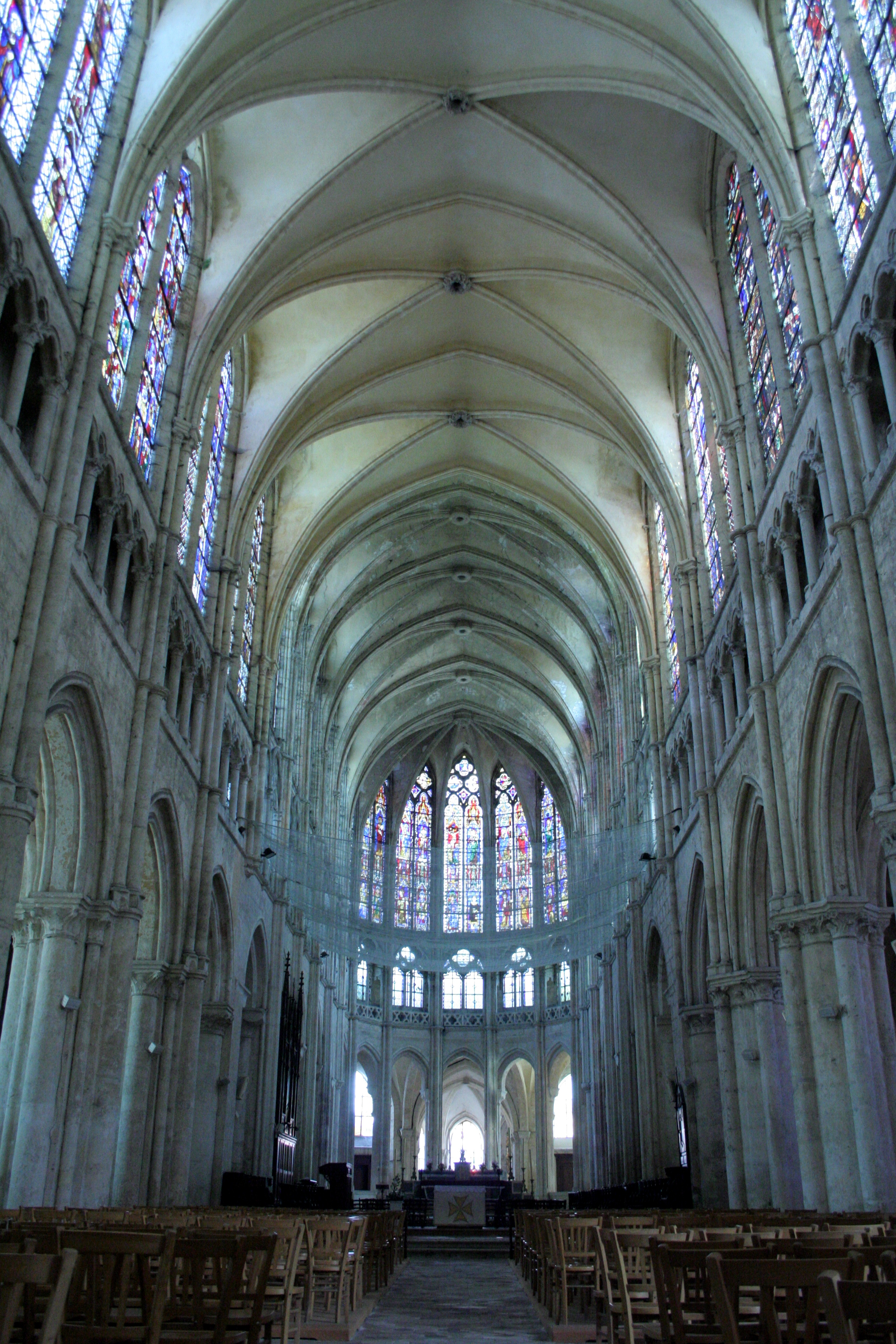
Kostel Sv. Petra, interiér
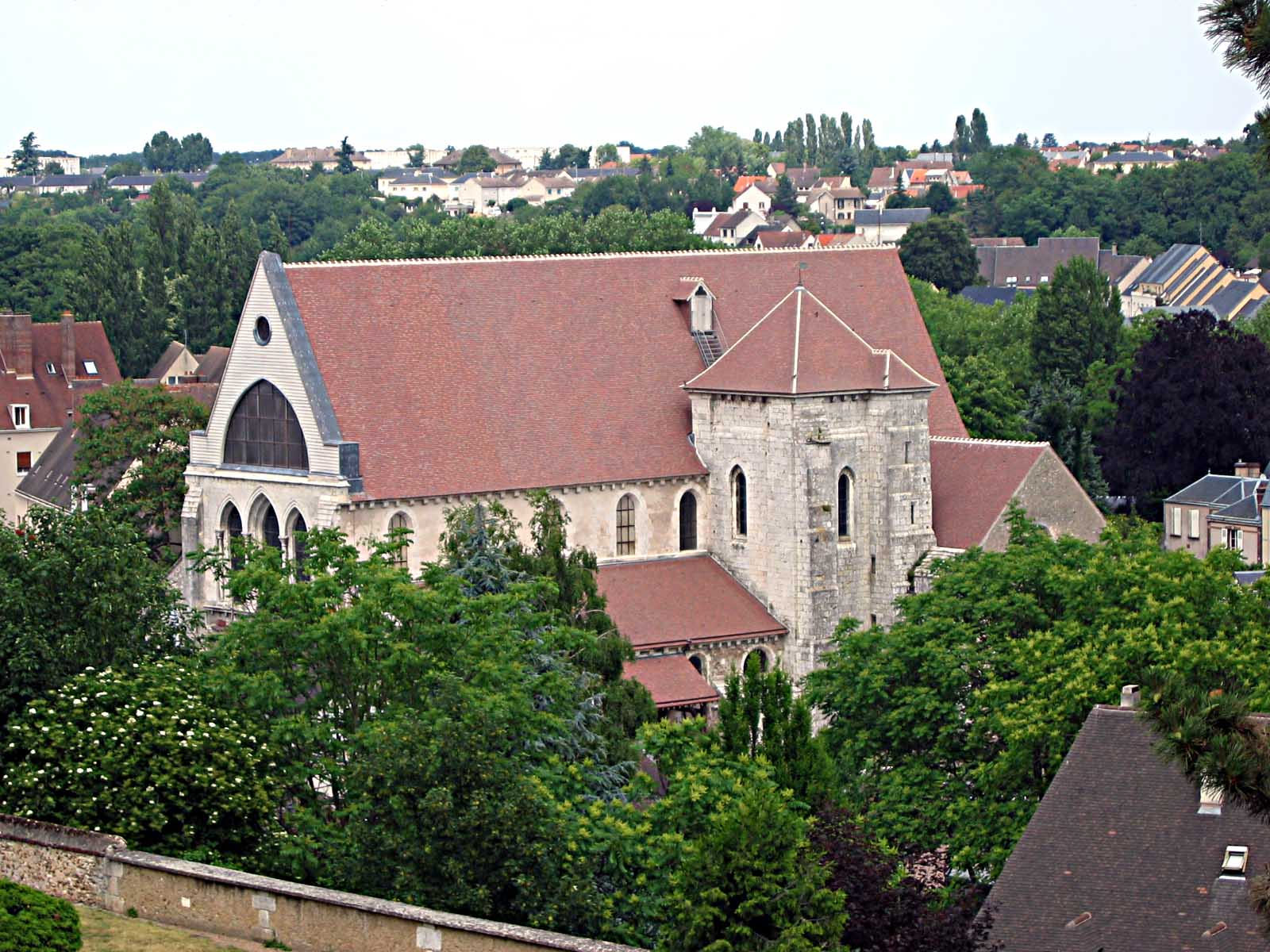
Bývalý kostel Saint-André
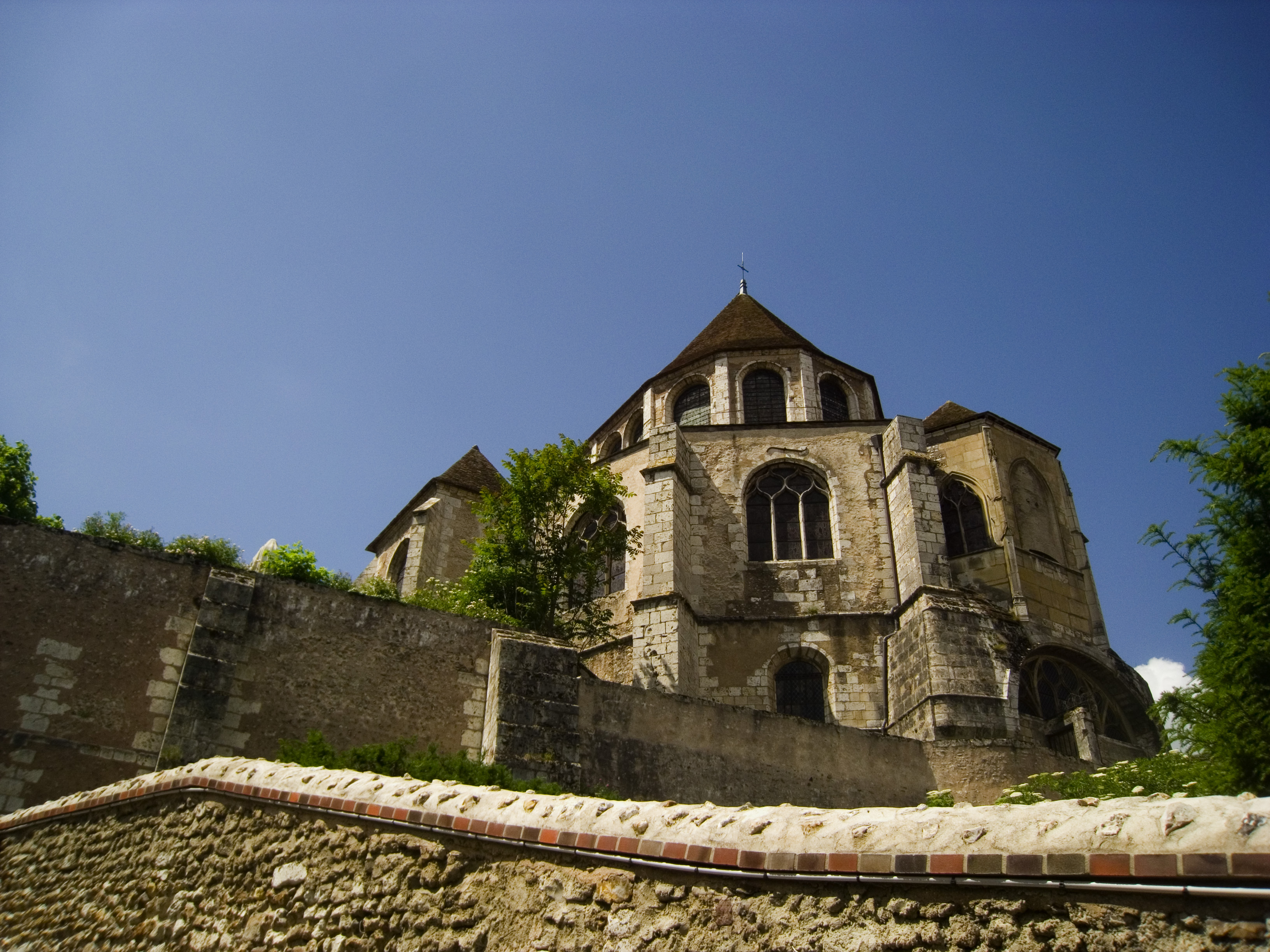
Kostel Saint-Aignan
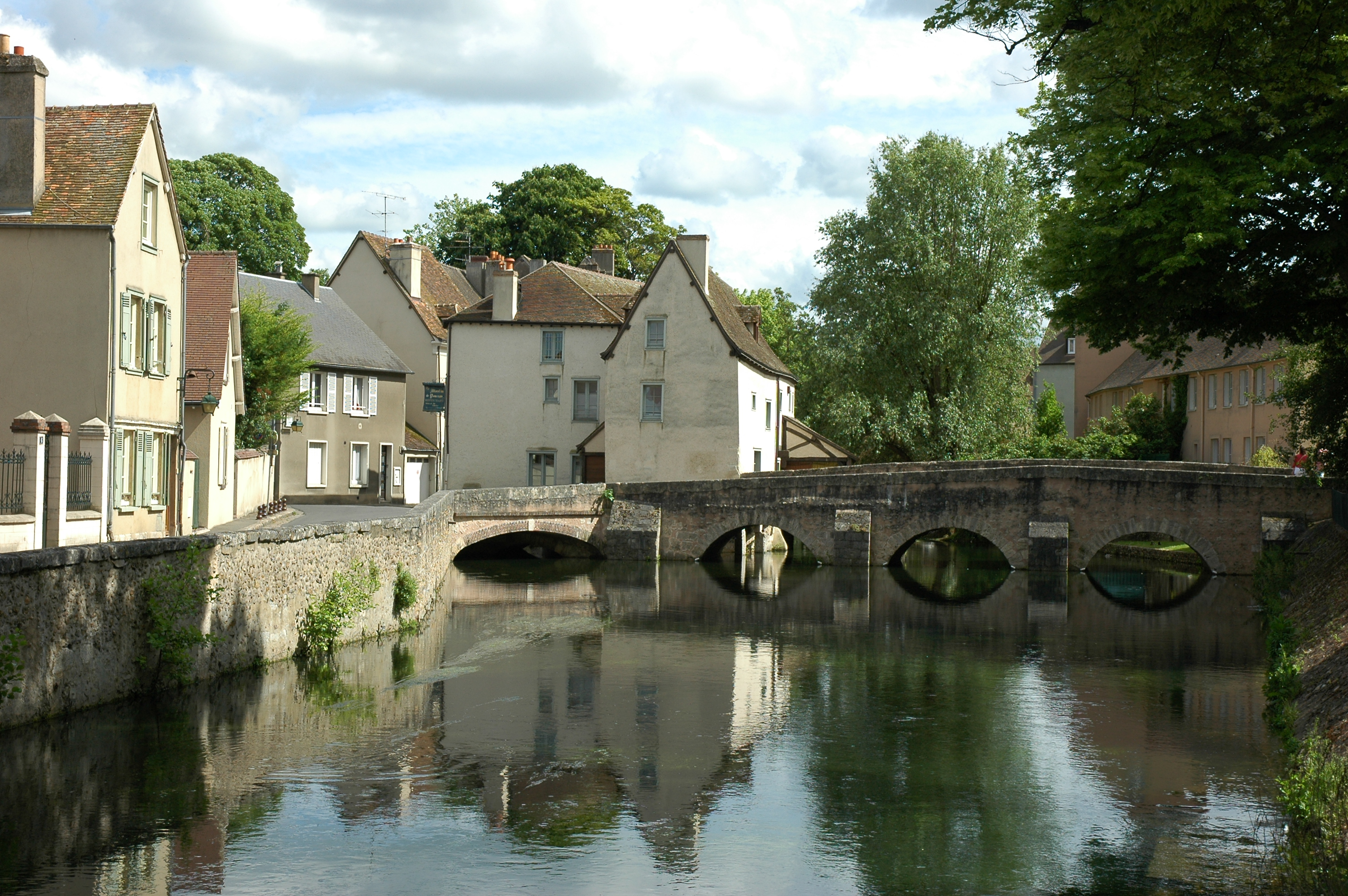
Zákoutí u řeky s mostem
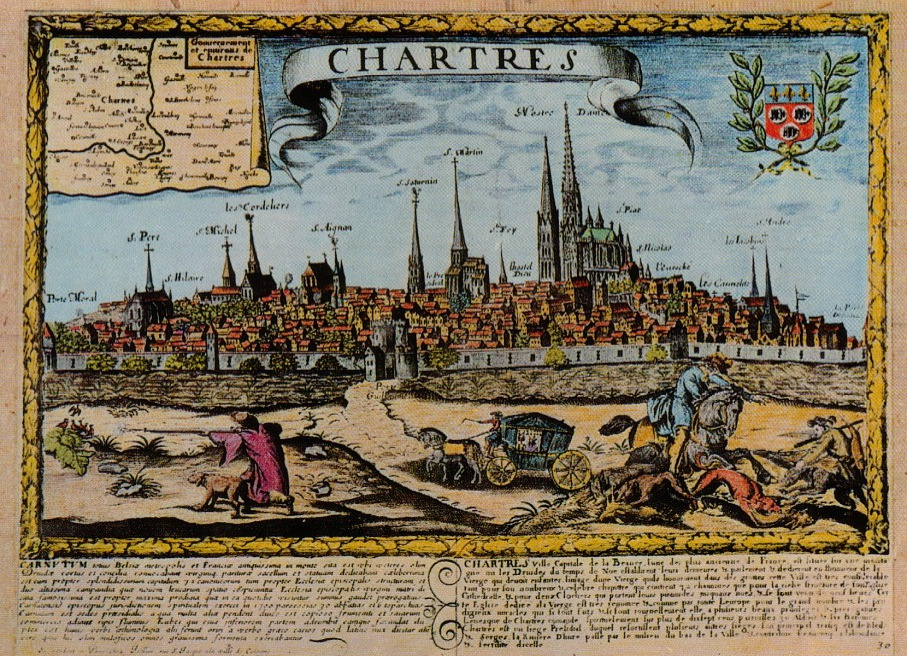
Chartres v 17. století
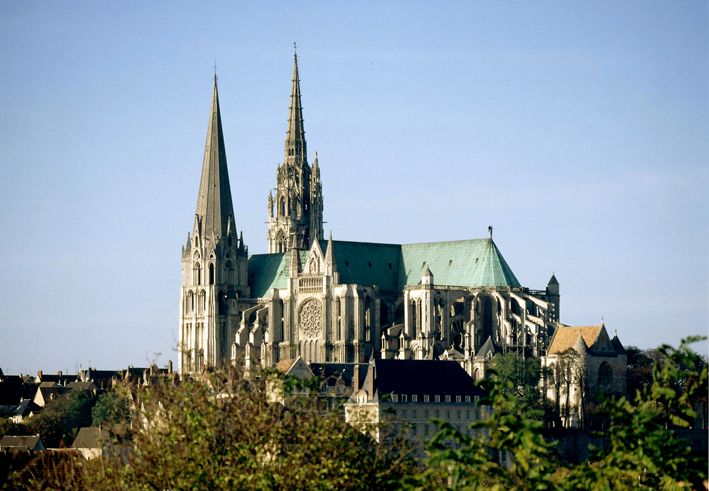
Katedrála a historické centrum

## Sport
Chartres bylo pořadatelským městem Mistrovství Evropy v plavání v krátkém bazénu 2012.

## Partnerská města
- Betlém, Palestina
- Évora, Portugalsko
- Chichester, Spojené království
- Ravenna, Itálie
- Špýr, Německo